# James Melton
James Melton (* 2. Januar 1904 in Moultrie/Georgia; † 21. April 1961 in New York City) war ein US-amerikanischer Sänger (Tenor).

## Leben
Melton wuchs in Florida auf und studierte nach dem Besuch der Highschool in Ocala Jura an der University of Florida in Gainesville, an der University of Georgia in Athens und an der Vanderbilt University in Nashville. An der University of Florida spielte er Saxophon in einer Universitätsband. In Nashville absolvierte er eine Ausbildung am Ward-Belmont Conservatory und nahm privaten Gesangsunterricht bei Gaetano de Luca, den er in Berlin bei Michael Raucheisen fortsetzte.
Seine Laufbahn beim Hörfunk begann er 1927 als Mitglied von Roxy’s Gang, einer Gruppe, die beim CBS auftrat. Er wirkte dann an Radioshows mit (u. a. The Bell Telephone Hour, 1959) und trat zwischen 1927 und 1933 als Erster Tenor des Revelers Vocal Quartet im Radio und bei Konzertreisen durch die USA und Europa auf.
1932 hatte Melton sein Konzertdebüt in der New Yorker Town Hall. 1934 unternahm er eine Konzerttournee durch die USA mit George Gershwin. Im gleichen Jahre unterzeichnete er ein Vertrag mit Warner Bros. über drei Musikfilme. Nach weiterem Unterricht bei Angelo Canarutto debütierte er 1938 als Opernsänger an der Cincinnati Zoo Opera in der Rolle des Pinkerton in Madama Butterfly, einer Rolle, die er über Jahre in Cincinnati, Chicago und San Carlo spielte.
Er wurde Mitglied im Ensemble der Chicago Civic Opera und gehörte von 1942 bis 1950 dem Ensemble der Metropolitan Opera an. Dort debütierte er 1942 als Tamino in Mozarts Zauberflöte und trat insgesamt in 83 Aufführungen von sieben Opern (u. a. Alfredo in La Traviata, Edgar in Lucia di Lammermoor, Don Ottavio in Don Giovanni, Wilhelm Meister in Mignon) auf.
Im Radio moderierte er 1944 die Sendung Star Theater. Dem Fernsehpublikum wurde er als Moderator der Show Ford Festival (1951–52) bekannt. 1960 wurde er mit einem Stern auf dem Hollywood Walk of Fame geehrt.

## Filmographie
- 1935: Stars over Broadway (Regie: William Keighley)
- 1936: Sing Me a Love Song (Regie: Ray Enright)
- 1937: Melody for Two (Regie: Louis King)
- 1945: Broadway Melodie 1950 (Regie: Lemuel Ayers, Roy Del Ruth, Robert Lewis)